# Iris (televíziós sorozat)
Az Iris (koreai írással: 아이리스, magyaros: Airiszu) egy dél-koreai akciósorozat, melyet a KBS2 csatorna vetített 2009 őszén. 17 millió dolláros költségvetésével az egyik legdrágább dél-koreai dorama.
A sorozat kritikai és nézettségi siker is volt egyben, amellett, hogy 30% fölötti nézettséget produkált, minden héten vezette a toplistákat is. A sorozat számos díjat nyert a 2009. évi KBS Dráma-díjkiosztón, a főszereplő I Bjonghon például elnyerte a nagydíjat is.
A történet főszereplője két barát, akik a 707. különleges rendeltetésű zászlóaljban szolgálnak, és innen átkerülnek Dél-Korea elit titkosszolgálati egységébe. Olyan feladatot kapnak, ami nem csak egymás iránti feltétlen hűségüket teszi próbára, de egy nemzetközi összeesküvés kellős közepébe is csöppennek. A főszereplő Kim Hjondzsun pedig lassan arra is rádöbben, hogy ködös múltjának is köze van ahhoz, hogy a titkosszolgálathoz került. Az Iris szereplői dél- és észak-koreai származásúak. A sorozat a két oldal közötti feszültségre épül, így mindkét oldalt részletesen bemutatja. A történet szerint a dél- és észak-koreai ügynökök kénytelenek összefogni egy ismeretlen kilétű nemzetközi bűnöző ellen, ám az események többször is úgy alakulnak, hogy a két oldal átmeneti szövetsége meg-megrendül.
A sorozatot többek között Magyarországon, Japánban és Kínában forgatták. Az Iris egy spin-off sorozatot is szült Athena: Godess of War címmel, 2010-ben. 2013-ban folytatása is elkészült, IRIS II címmel, melyet részben szintén Magyarországon forgattak, új szereplőgárdával.

## Történet
Kim Hjundzsun (I Bjonghon) és Csin Szau (Csong Dzsunho) a legjobb barátok, a dél-koreai hadsereg 707. különleges rendeltetésű zászlóaljában szolgálnak. Külön-külön ismerkednek meg a szép Cshö Szunghivel (Kim Thehi), akinek figyelméért mindketten harcolni kezdenek. Nem sokkal később a laktanyából egy föld alatti bunkerbe hurcolják őket az éjszaka közepén, ahol válogatott kínzásoknak vetik őket alá. Miután sikeresen átmennek a teszten, bemutatják őket a Nemzetbiztonsági Szolgálat (NBSZ) főnökének, Pek Szannak (Kim Jongcshol). Pek elmagyarázza nekik, hogy az NBSZ feladata megvédeni Dél-Koreát és a koreai érdekeket minden külföldi fenyegetéstől, nem riadva vissza a törvényellenes akcióktól sem, ha kell ki is végzik a fenyegetést jelentő egyéneket. Az ügynökség léte annyira titkos, hogy maga az ország elnöke sem tud róla.
Miután bekerülnek az ügynökségbe, a két férfi rájön, hogy mindkettejüket Szunghi válogatta ki. Az egység sikeresen megvédi az elnökjelöltet egy merénylettől, ezért Hjondzsunt és Szaut meghívják a Kék Házba, ahol Hjondzsunnak furcsa déjà vu-érzése támad, mintha már járt volna korábban ugyanott.
Mindeközben egy elit bérgyilkos (T.O.P.) egy sanghaji hotelban kivégez egy politikai szempontból fontos személyt, majd kiderül, hogy a következő célpontja egy prominens észak-koreai tudós, aki az észak-koreai atomfegyver-programért felelős. Hjondzsun, Szau és Szunghi Budapestre utaznak, hogy megakadályozzák a tudós kivégzését. Az akció közepette egy nemzetközi összeesküvés kezd kibontakozni, egy Mr. Black nevű titokzatos bűnözővel a háttérben, és közben Hjondzsunnak arra is rá kell döbbennie, hogy ködös múltja kezdi kísérteni.

## Szereplők
Az Iris szereplői dél- és észak-koreai származásúak. A sorozat a két oldal közötti feszültségre épül, így mindkét oldalt részletesen bemutatja. A történet szerint a dél- és észak-koreai ügynökök kénytelenek összefogni egy ismeretlen kilétű nemzetközi bűnöző ellen, ám az események többször is úgy alakulnak, hogy a két oldal átmeneti szövetsége meg-megrendül.
- I Bjonghon:  Kim Hjundzsun

A dél-koreai különleges alakulat tagja, fotografikus memóriája van, kisportolt alkat, minden fegyverhez kiválóan ért, kitűnik képességeivel. A küldetések során a TK1 fedőnevet viseli. Gyakran dolgozik együtt Csin Szauval.
- Kim Thehi:  Cshö Szunghi

A titkosszolgálat különleges egységének csapatvezetője, tapasztalt profilkészítő. Nagy szerepe volt abban, hogy Hjundzsunt és Szaut az egységéhez helyezték át.
- Csong Dzsunho:  Csin Szau

Hjundzsun barátja, kettejük közül a hidegfejűbb és felelősségtudatosabb. A különleges kommandóban gyakran voltak egymás vetélytársai, a titkosszolgálathoz kerülésük után pedig egymás ellenfeleivé válnak, amikor mindketten szemet vetnek a csinos Cshö Szunghira. Szau kódneve TK2.
- Kim Szungu:  Pak Csholjong

Az észak-koreai államberendezkedés feltétel nélküli támogatója, egy különleges, magas rangú politikusok védelmével megbízott csoport vezetője. Pak először Magyarországon találkozik Kim Hjundzsunnal, ahol olyan incidensbe keverednek, ami gyakorlatilag védtelenné teszi Pakot és csoportját feletteseik akaratával szemben.
- Kim Szojon:  Kim Szonhva

Pak Csholjong biztonsági csapatának egyetlen női tagja, aki képességeivel és határozottságával kivívta a társai elismerését. Feltétel nélkül követi főnökét, és mélységesen megveti Dél-Koreát.
- T.O.P.: Vick

Titokzatos kilétű, könyörtelen bérgyilkos, aki egy még titokzatosabb szervezet tagja, és csupán egyetlen ember, egy bizonyos Mr. Black parancsait hajlandó követni. Nemzetisége nem ismert, mert bár koreai származásúnak tűnik, angolul is folyékonyan beszél. Feladata politikai célpontok megsemmisítése és titkos információk megszerzése illetve megsemmisítése.

### További szereplők

Felül: Kim Jongcshol Pek Szan, az NBSZ igazgatóhelyettesének szerepében. Alul: 윤제문 Jun Dzsemun (hátul), 나윤 Na Jun (balra) és 현쥬니 Hjon Dzsuni az NBSZ főhadiszállásán. Az NBSZ feladata Dél-Korea védelme titkos akciókon keresztül.

#### NBSZ: Nemzetbiztonsági Szolgálat
A dél-koreai titkosszolgálat, az NBSZ vezetője Pek Szan (Kim Jongcshol). Bár titulusa szerint igazgatóhelyettes, effektíve ő irányítja a szervezetet, mivel az igazgatót az aktuális politikai trendeknek megfelelően állandóan cserélik. Pek döntése alapján helyezték át Kim Hjundzsunt és Csin Szaut a kommandótól hozzájuk. A döntései mögötti motiváció gyakran titokzatos, és időnként teljesen szemben áll az ország érdekeivel.
Pak Szanghjon (윤제문 Jun Dzsemun) az NBSZ napi ügyeinek igazgatója. Beosztottjai tisztelik embersége miatt, aki minden ügynökével külön foglalkozik, ugyanakkor szigorúan veszi a hibákat. Személyesen felügyeli a hazai operációkat a terepen.
Jang Dzsongin (김혜진 Kim Hjedzsin) az NBSZ főhadiszállásáért felelős ügynök. Az ügynökség technikai szakértői és hackerei Jang Midzsung (현쥬니 Hjon Dzsuni) és Hvang Theszong (나윤 Na Jun). Ők gondoskodnak arról, hogy az ügynökök minden technikai és informatikai segítséget megkapjanak.
Oh Jongju (윤주상 Jun Dzsuszang) a bűnügyi labor vezetője, az ügynökség legidősebb tagja, gyakran ad atyai tanácsokat a többieknek.

#### A Kék Ház
A Koreai-félsziget ügyeit érintő cselekmény miatt a dél-koreai Kék Ház meghatározó szerepet kap a sorozatban. Dél-Korea elnöke a cselekmény szerint Csom Jongho (이정길 I Dzsonggil), aki Korea újraegyesítése érdekében tárgyalásokat folytat Észak-Koreával.
Csong Hjongdzsun (정한용 Csong Hanjong) az elnök főtanácsosa, akiben Csom elnök megbízik, és akivel minden információt megoszt. A sorozat folyamán az elnök a külső és belső intrikák közepette csak rá számíthat.
Hong Szudzsin (명지연 Mjong Dzsijon) az elnök titkárnője, aki nem jön ki jól Csong tanácsossal. Hong kapcsolatai és szándékai nem tiszták.

#### Egyéb szereplők
A sorozatban több visszatérő külföldi szereplő is jelen van. Hjondzsun és Szunghi Akitában megismerkedik egy Juki nevű japán lánnyal (Karen Miyama). Juki családja panziót üzemeltet, és sokat segítenek Hjundzsunnak, amikor bajba kerül. Juki vonzódik is a férfi iránt.
Hjundzsun útjai Japánban kereszteződnek a helyi titkosszolgálat ügynöknőjével. Szato Eriko (ふえき ゆうこ Fueki Júko) feladata, hogy a japán területre lépett gyanús személyeket figyelje.

## Gyártás

### Előkészületek

I Bjonghon egy akciójelenet forgatásán Japánban. I és több más színész is speciális fegyverhasználati és harcművészeti felkészítést kapott.

A sorozat története az 1999-ben készült Szüri (쉬리) című dél-koreai akciófilmen alapszik. Az Irisről először 2008-ban nyilatkozott a gyártó Taewon Entertainment, a hatalmas költségvetés és a felvonultatott sztárok miatt végig nagy médiaérdeklődés kísérte a produkciót. A Szüri televízióra adaptálásában a film rendezője, Kang Dzsekju (강제규) is részt vett.
A Kim Hjondzsun (김현준), Cso Kjuvon (조규원) és Kim Dzseun (김재은) által írt forgókönyv alapján megkezdődtek a sorozat előkészületei. A koreai szokásoktól eltérően a sorozatot nem egy csatorna rendelte meg, a gyártó cég önállóan fogott az elkészítésébe, azt remélve, hogy a különböző csatornák egymásra fognak licitálni a vetítési jogért.
2008. április 18-án bejelentették, hogy a főszerepet I Bjonghon kapta meg. Ez volt I első televíziós szerepe 2003 óta, mivel a színész öt évig mozifilmekre koncentrált, a bejelentés idején például a G. I. Joe: A kobra árnyéka című amerikai akciófilmet forgatta. I Bjonghon gázsija a harmadik legmagasabb volt a koreai televíziós sorozatok történelmében epizódonként 100 millió vonnal (körülbelül 21 millió forint). A gázsi egy 1,5 milliárd von (320 millió forint) értékű szerződés része volt. A magas gázsit I azért kapta, mert hírneve potenciális befektetőket és népszerűséget hozhatott a sorozatnak külföldön is, különösen Japánban.
Június 24-én a gyártó bejelentette, hogy a Big Bang nevű popegyüttes rapperét, T.O.P.-t szerződtették le I Bjonghon visszatérő bérgyilkos ellenfelének szerepére. Október 10-én az is kiderült, hogy a női főszerepet a Forbidden Love és a Stairway to Heaven című sorozatokkal ismertté vált Kim Thehinek ajánlották fel. Akárcsak I Bjonghonnak, Kimnek is hosszú idő óta ez volt az első televíziós szerepe.
Az Iris előkészületeit nem csak Koreában, de Japánban is nagy figyelemmel kísérte a média, főképp I Bjonghon miatt. A stábhoz csatlakozott Kim Szungu az észak-koreai biztonsági főnök szerepében és Csong Dzsunho mint Kim Hjundzsun legjobb barátja és harcostársa.
A hatalmas költségvetés és a népszerű színészek miatt a produkciós cég nehezen talált rendezőt a sorozathoz, ami nagy port vert fel a médiában a 2009-es év elején. Nem sokkal később a Taewon bejelentette, hogy Jang Junho (양윤호) és Kim Gjuthe (김규태) lesznek a rendezők. Ugyanekkor derült ki az is, hogy a KBS csatorna fogja vetíteni a sorozatot Dél-Koreában. 2009. február 19-én bejelentették, hogy az észak-koreai ügynöknő szerepére Kim Szojont szerződtették.

### Forgatás
Az első jeleneteket 2009. március 10-én forgatták Akitában, Japánban. I Bjonghon népszerűsége miatt a sorozat forgatásáról azonnal értesültek a japán rajongók. A színészt több ezer rajongó fogadta a repülőtéren, és a forgatást is gyakorta hátráltatta a miatta odasereglett tömeg. A sorozatnak köszönhetően megtöbbszöröződött a prefektúrába látogató koreai turisták száma. A stáb három hétig forgatott a prefektúrában, majd március 28-án elhagyták Japánt.
A nagy költségvetésnek köszönhetően az Iris a koreai televíziós sorozatok történetében több rekordot is felállított, főképpen a látványos akcióelemeivel. 2009. november 29-én egy lövöldözéses jelenet kedvéért 12 órára lezárták Szöul egyik forgalmas kereszteződését. A színészek gyakran maguk forgatták az egyébként kaszkadőröket igénylő veszélyes jelenetek többségét, I Bjonghon például maga ugrott le a 130 méter magas gátról Akitában. A kimerítő akciójelenetekre külön készítették fel a színészeket, hogy hihetőek legyenek.
A forgatás szünetében, 2009 májusában I Bjonghon részt vett a cannes-i filmfesztiválon, hogy népszerűsítse a produkciót. Ugyanebben a hónapban a teljes színészgárdával sajtótájékoztatót tartottak.
A következő nemzetközi forgatási helyszín Magyarország volt, ahol június 9-én kezdték meg a munkálatokat, két hétig forgattak, pihenőnap nélkül, gyakran a nap huszonnégy órájában, ami megterhelő volt a magyar stábnak. A magyarországi munkálatokat a Mafilm és az Eurofilm végezte, a magyar forgatás producere Váradi Gábor volt. A koreai stáb több helyszínt is megnézett Európában, a nyugat-európai városokat túl drágának, Ukrajnát pedig veszélyesnek ítélték, ezért esett a választásuk Magyarországra. Váradi Gábor szerint a kedvező adólehetőségek és a segítőkész önkormányzatok is hozzájárultak a döntéshez, mivel a stáb például a fővárosi közterületeken ingyen forgathatott. A forgatási helyszínek közé tartozott Budapesten kívül a keszthelyi Festetics-kastély, Tihany és más balatoni települések, illetve Vác. A magyar producer szerint a koreai színészek profizmusról tettek tanúbizonyságot a forgatáson, nem voltak sztárallűrjeik, és szinte mindent maguk csináltak, még a fénybeállításokhoz sem alkalmaztak úgynevezett „fénydublőrt”. Magyarország után a sorozatot Koreában forgatták tovább.
Július végén a Taewon bejelentette, hogy az Irist a KBS2 csatorna fogja vetíteni szerda és csütörtök esténként, 2009. október 14-étől. A forgatás tovább folytatódott, majd október 5-én sajtótájékoztatót tartottak a koreai és a nemzetközi sajtó részére.

### Hazai és külföldi sugárzás
Az Irist 2009. október 14-én kezdte vetíteni a KBS2 csatorna, magas nézőszámmal. A sorozat kritikai és kereskedelmi siker volt, az egyik legjobban teljesítő sorozat az évben, mely számos díjat nyert színészei és készítői számára is.
A sorozat utolsó epizódját 2009. december 17-én vetítették, majd a KBS bejelentette, hogy december 22-én egy különkiadást is levetítenek. A különkiadásban a magyarországi, japán és koreai forgatás kulisszatitkai szerepeltek, valamint interjúk a színészekkel és a stábtagokkal.
2010. január 28-án közölte a sajtó, hogy a japán sugárzási jogokat a TBS csatorna vette meg, rekordnak számító 400 millió jenért (körülbelül egymilliárd 280 millió forintért). A csatorna 2010. április 21-én, főműsoridőben kezdte vetíteni a sorozatot – ami koreai sorozat esetében egyedülálló volt a japán televíziózás történetében –, híres japán színészek szinkronjával, I Bjonghonnak például Fudzsivara Tacuja kölcsönözte a hangját. A kétórás premier a TBS legmagasabb nézettségét produkálta aznap, az idősáv átlagos nézettségének kétszeresével. A premier előtt számos promóciós célú reklámot vetítettek, I Bjonghon és Kim Thehi több japán talkshow-ban is szerepelt, Tokió-szerte óriásplakátokon és posztereken népszerűsítették a sorozatot.
Japánban a premiert követően is erős sajtóvisszhangja volt a sorozatnak. 2010 májusában két koncertet tartottak, összesen több mint hatvanezer nézővel. A koncerten a szereplőgárda élőben adott interjúkat, eljátszottak jeleneteket a sorozatból, és elhangzottak a népszerű betétdalok is. A TBS 2010 júniusában bejelentette, hogy a műholdas szolgáltatásukban a sorozat naponta rekordot döntött, az azonos sávban futó előző műsorok nézettségének kétszeresét hozta. A légitársaságok korábban az Akita–Szöul járatok törlését fontolgatták kihasználatlanság miatt, a sorozatnak köszönhetően azonban megindult a koreai turizmus a prefektúrába. A sorozat kereskedelmi sikerének köszönhetően a japán önkormányzatok versengeni kezdtek a sorozat producereinek figyelméért, megpróbálva kihasználni az esetleges folytatást, illetve a kapcsolódó projekteket.
2010. május 6-án a sorozatot készítő Taewon Entertainment egyik producere úgy nyilatkozott, hogy a cég tárgyalásokat folytat az egyik nagy amerikai televíziós csatornával a sorozat vetítéséről, 20 epizód helyett 12-re csökkentve. A megállapodás létrejötte azt jelentette volna, hogy az Iris lehetett volna első koreai televíziós sorozat, amit nagy kereskedelmi csatorna vett meg Amerikában. A sorozatot végül a Dramafever internetes szolgáltató vásárolta meg. A Dramafever megszűntével a sorozat a Netflixre került át.

## Kapcsolódó média

### Zene
Az Iris filmzenei albumát 2009. november 13-án adták ki 16 számmal, a zenét I Dongdzsun és Cshö Szonggvon komponálta. Az albumon szerepeltek a betétdalok is, többek között Pek Csijong, Szin Szunghun és a Big Bang előadásában.
December 24-én egy kétlemezes korlátozott kiadású verziót is piacra dobtak, melyhez egy 76 oldalas fényképalbumot is mellékeltek. Az első lemezen tíz dal volt hallható, ezek közül négy a sorozat második felében szerepelt, és az eredeti lemezen nem kapott helyet. A második lemezen tizenöt instrumentális szám volt található, ezek közül négy nem szerepelt az első filmzenei albumon.
Egy héttel az Iris japán premierje előtt bejelentették, hogy a Big Bang egy balladával járul hozzá a sorozat japán vetítéseihez. A Tell Me Goodbye című dalt 2010. június 9-én kislemezként is kiadták Japánban CD és CD-DVD kiadásban is.
A sorozat japán vetítésével egyidőben deluxe verzióban is kiadták a filmzenét, 2010. május 26-án. A két lemezen összesen 13 dal és 19 instrumentális szám kapott helyet, egy 72 oldalas fényképalbummal valamint egy DVD-vel, amin a videóklipek szerepeltek: a Hallelujah a Big Bangtől, a Don't Forget Pek Csijongtól és a Love of Iris Szin Szunghuntól.
| 1.  | Don't Forget (잊지말아요)  | Cshö Gabvon          | Kim Dohon, I Hjonszung     | Pek Csijong   | 4:05 |
| 2.  | Love of Iris               | Jang Jeszon          | Szin Szunghun, I Hjonszung | Szin Szunghun | 3:47 |
| 3.  | Dreaming Dream (꿈을 꾸다) | I Hjonszung Kim Theu | I Hjonszung                | Kim Theu      | 4:22 |
| 4.  | Hallelujah (할렐루야)      | G-Dragon             | Teddy, G-Dragon            | Big Bang      | 3:14 |
| 5.  | Empty                      | Kim Szudzsin         | Kim Szudzsin               | Hjon Dzsjuni  | 3:52 |
| 6.  | Főcímzene                  |                      | I Dongdzsun                |               | 2:26 |
| 7.  | Mission of Destiny         |                      | I Dongdzsun                |               | 2:27 |
| 8.  | Assassination              |                      | I Dongdzsun                |               | 3:06 |
| 9.  | Fight Factory              |                      | I Dongdzsun                |               | 2:17 |
| 10. | Destiny Love               |                      | I Dongdzsun                |               | 4:01 |
| 11. | Pretty Love                |                      | I Dongdzsun                |               | 3:50 |
| 12. | Sad Love                   |                      | I Dongdzsun                |               | 2:53 |
| 13. | Hard Day                   |                      | I Dongdzsun                |               | 2:33 |
| 14. | Midnight Run               |                      | Cshö Szonggvon             |               | 2:46 |
| 15. | Bullets                    |                      | Cshö Szonggvon             |               | 3:17 |
| 16. | No Way Out                 |                      | Cshö Szonggvon             |               | 2:20 |

| 1.  | Dreaming Dream (꿈을 꾸다)                        | Kim Theu      | 4:22 |
| 2.  | Don't Forget (잊지 말아요)                        | Pek csijong   | 4:05 |
| 3.  | Can I Love (사랑하면 안되나요)                    | Szo Injong    | 3:41 |
| 4.  | Hallelujah (할렐루야)                             | Big Bang      | 3:14 |
| 5.  | Love Of Iris                                      | Szin Szunghun | 3:49 |
| 6.  | True Love... (사랑 참...)                         | December      | 3:31 |
| 7.  | How Do I Hold Back the Tears (어떻게 눈물 참는지) | I Dzsonghjon  | 4:36 |
| 8.  | Good for Everybody (너라서 좋았다)                | Dzsihun       | 3:47 |
| 9.  | Empty (쥬니)                                      | Hjon Dzsjuni  | 3:52 |
| 10. | Toraolszun opsznajo (돌아올순 없나요)             | December      | 3:44 |

| 1.  | Főcímzene          | I Dongdzsun    | 2:26 |
| 2.  | Mission of Destiny | I Dongdzsun    | 2:27 |
| 3.  | Assassination      | I Dongdzsun    | 3:06 |
| 4.  | Fight Factory      | I Dongdzsun    | 2:17 |
| 5.  | Destiny Love       | I Dongdzsun    | 4:01 |
| 6.  | Pretty Love        | I Dongdzsun    | 3:50 |
| 7.  | Sad Love           | I Dongdzsun    | 2:53 |
| 8.  | Sad Love (gitár)   | I Dongdzsun    | 2:10 |
| 9.  | Chase 140          | I Dongdzsun    | 1:42 |
| 10. | Chase 150          | I Dongdzsun    | 2:07 |
| 11. | Tension 80-2       | I Dongdzsun    | 5:08 |
| 12. | Hard Day           | I Dongdzsun    | 2:33 |
| 13. | Midnight Run       | Cshö Szonggvon | 2:46 |
| 14. | Bullets            | Cshö Szonggvon | 3:17 |
| 15. | No Way Out         | Cshö Szonggvon | 2:20 |

| 1.  | Stay                                                      | I Bjonghon    | 3:52 |
| 2.  | Dreaming Dream (夢を見る)                                 | Kim Theu      | 4:22 |
| 3.  | Don't Forget (忘れないで)                                 | Pek Csijong   | 4:05 |
| 4.  | Can I Love (愛してはいけませんか)                         | Szo Injong    | 3:41 |
| 5.  | Hallelujah (ハレルヤ)                                     | Big Bang      | 3:14 |
| 6.  | Love of Iris                                              | Szin Szunghun | 3:47 |
| 7.  | True Love... (愛って本当に...)                            | December      | 3:31 |
| 8.  | How Do I Hold Back the Tears (どうやって涙をこらえるのか) | I Dzsonghjon  | 4:36 |
| 9.  | Good for Everybody (君でよかった)                         | Dzsihun       | 3:47 |
| 10. | Empty                                                     | Hjon Dzsjuni  | 3:52 |
| 11. | Toraolszun opsznajo (戻れないでしょうか)                  | December      | 3:44 |
| 12. | Endless Road (japán)                                      | I Bjonghon    | 4:18 |
| 13. | Endless Road (koreai)                                     | I Bjonghon    | 4:15 |

| 1.  | Főcímzene          | I Dongdzsun    | 2:26 |
| 2.  | Mission of Destiny | I Dongdzsun    | 2:27 |
| 3.  | Assassination      | I Dongdzsun    | 3:06 |
| 4.  | Fight Factory      | I Dongdzsun    | 2:17 |
| 5.  | Destiny Love       | I Dongdzsun    | 4:01 |
| 6.  | Pretty Love        | I Dongdzsun    | 3:50 |
| 7.  | Sad Love           | I Dongdzsun    | 2:53 |
| 8.  | Sad Love (zongora) | I Dongdzsun    | 2:11 |
| 9.  | First Love         | I Dongdzsun    | 2:18 |
| 10. | Chase 140          | I Dongdzsun    | 1:42 |
| 11. | Chase 150          | I Dongdzsun    | 2:07 |
| 12. | Tension 80         | I Dongdzsun    | 0:53 |
| 13. | Tension 80-2       | I Dongdzsun    | 5:08 |
| 14. | Mystery 70         | I Dongdzsun    | 2:02 |
| 15. | Big                | I Dongdzsun    | 3:44 |
| 16. | Hard Day           | I Dongdzsun    | 2:33 |
| 17. | Midnight Run       | Cshö Szonggvon | 2:46 |
| 18. | Bullets            | Cshö Szonggvon | 3:17 |
| 19. | No Way Out         | Cshö Szonggvon | 2:20 |

### Regény és képregény
A sorozat vetítésének megkezdése előtt – illetve közben – egy kétkötetes regény is napvilágot látott, melyet Cshe Udo (채우도) írt. Az első kötetet 2009. október 12-én adták ki, két nappal a sorozat premierje előtt. A második kötet egy hónappal később, november 12-én került a könyvesboltok polcaira, az első kötettel ellentétben azonban a cselekménye nem követte a sorozatét.
2010 júliusában megerősítették, hogy készül egy Iris képregény is, 2011 őszi megjelenéssel. A projektről már jóval a sorozat készítése előtt, 2009 óta közöltek híreket. Az először Japánban, majd Koreában megjelent képregényben megmarad a férfi és női főszereplő kapcsolata, a cselekmény azonban eltér a sorozatétól.

### DVD-kiadványok
Az Irist 2010. február 12-én DVD-n is megjelentették Dél-Koreában, nyolclemezes dobozban, angol felirattal. Az első kiadáshoz egy ötvenoldalas fényképalbumot is mellékeltek, korábban nem publikált képekkel a forgatásról.
2009. november 27-én egy 100 perces DVD-t is megjelentettek Iris Navigate DVD címmel a japán piacra szánva, amely a magyarországi, japán és koreai forgatásról számolt be.
A teljes sorozatot két DVD-csomagban adták ki Japánban vágatlan verzióban. Az első 2010. július 2-án jelent meg 19 950 jenes (kb. 63 000 forintos) áron, a második pedig szeptember 15-én. Augusztus 3-án az első csomagot megjelentették Blu-ray-en, október 20-án pedig a második csomagot is, mindkettőt 25 200 jenért (78 000 forint) árulták. Az első kiadásokhoz járt NSZB-igazolvány, képeslapcsomag és egy 24 oldalas könyvecske is.
Mindezek mellett 2010 júniusában a Japán piacon két exkluzív DVD-csomag is megjelent, az első a magyar és japán, a második a koreai forgatás kulisszatitkaival.

## Elismerések
Az Iris végig magas nézettségű sorozat volt, az utolsó epizódot pedig a koreai lakosság 40%-a követte figyelemmel.
A sorozat és a színészek számos elismerést kaptak a 2009-es KBS Dráma-díjkiosztón, I Bjonghon elnyerte a díjkiosztó nagydíját is Kim Hjondzsun megformálásáért. Kim Thehi, Csong Dzsunho és Kim Szungu Kiválóság-díjat kapott. Jun Dzsuszang (윤주상) elnyerte a legjobb mellékszereplőnek járó díjat, Kim Szojon pedig a Népszerűség-díjat. I Bjonghon és Kim Thehi megkapta a Legjobb páros-díjat és I az internetes népszerűség-díjat is.
A 46. Pekszang-díjkiosztón I Bjonghon lett a legjobb színész, a sorozat pedig elnyerte a legjobb dorama címet.
2010. augusztus 27-én Csong Dzsunho és a sorozat egyik producere részt vett egy díjátadó ceremónián Akita prefektúrában. A prefektúra kormányzója elismerését fejezte ki a sorozat készítőinek a turizmus fellendítéséért. Később I Bjonghon elnyerte a Szöuli Turizmus-díjat Szöul szépségeinek bemutatásáért. Októberben Japánban is hasonló díjjal tüntették ki.
A 2010-es Tokiói Nemzetközi Drámafesztiválon I Bjonghon elnyerte a legjobb ázsiai színész díját a sorozatban nyújtott alakításáért. Ugyanitt az Iris a legjobb külföldi produkció lett.

## Spin-off és folytatás

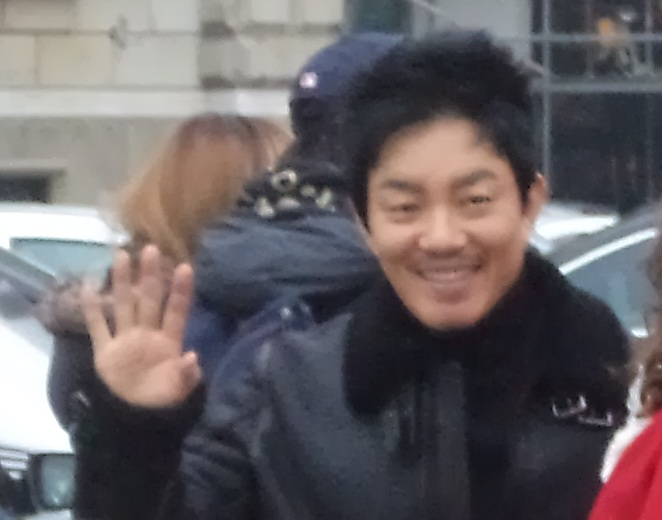
I Bomszu az Iris 2 forgatásán Budapesten

2010-ben elkezdődött egy spin-off-sorozat forgatása, amit az év végén mutattak be. Az Athena: Godess of War című sorozatot többek között Olaszországban, Új-Zélandon, Japánban és az USA-ban forgatták Csong Uszong (정우성), Cha Szungvon (차승원), Pak Szue (박수애), Cshö Szivon (최시원) és I Dzsia (이지아) főszereplésével. A Taewon Entertainment vezető producere egy interjúban elmondta, hogy az Iris és az Athena ugyanabban a fiktív univerzumban játszódik, így lehetőség van arra, hogy a szereplők átjárjanak a sorozatok között. A forgatást öt hónaposra tervezték, Dél-Korea után júliusban Olaszországba utaztak. A sorozatot 2010. december 3-án mutatták be az SBS csatornán, és 2011. február 21-én vetítették az utolsó epizódját. Nem sokkal a sorozat befejezése előtt a produkciós cég úgy nyilatkozott, hogy szándékukban áll folytatni a sorozatot és jobban összekapcsolni a franchise többi részével.
Az Iris valódi folytatását 2011 októberében tervezték adásba küldeni, az előzetes munkálatok megkezdése alapján 2011 márciusában akarták elkezdni a forgatást. 2010 áprilisában a Taewon bejelentette, hogy várható I Bjonghon, Kim Thehi és Kim Szojon visszatérése a folytatásban. Később, nem sokkal az Athena utolsó epizódjának adásba kerülése előtt a Taewon közölte, hogy az Iris 2-nek 2012-es premiert terveznek. A sorozat történetét ekkor még nem fejezték be a forgatókönyvírók, és végleges döntés sem született még a szereplőválogatásról sem. A sorozat forgatását végül 2012 november végén Budapesten kezdték meg, a főszereplők Csang Hjok, I Dahe és I Bomszu; 2013 februárja és áprilisa között vetítették a KBS2 csatornán.

## Játékfilm
A sorozat részeiből összevágtak egy 123 perces játékfilmet Iris: The Movie címmel, amihez extra jeleneteket is forgattak, és kibővítették a végjátékot is. A filmet a 34. Hongkongi Nemzetközi Filmfesztiválon mutatták be először, később pedig a 2010-es cannes-i fesztiválon is levetítették lehetséges vevők számára. Koreában a Cine21i mutatta be 2010. november 22-én, majd IPTV-n, kábeltelevízión és az interneten is megjelent. Japánban a Kadokawa Pictures, Hongkongban az I-cable Entertainment, Szingapúrban a Clover Films vásárolta meg. Japánban Iris: The Last címmel, 2011. január 8-án mutatták be a mozik. Magyarországon a Polmedia forgalmazza Iris: A film címmel.

### Fordítás
- Ez a szócikk részben vagy egészben  az   Iris (TV series) című angol Wikipédia-szócikk fordításán alapul.  Az eredeti cikk szerkesztőit annak laptörténete sorolja fel. Ez a jelzés csupán a megfogalmazás eredetét és a szerzői jogokat jelzi, nem szolgál a cikkben szereplő információk forrásmegjelöléseként.